# 1866 en Bretagne
 Chronologie de la Bretagne
- 1862
- 1863
- 1864
- 1865
- 1866
- 1867
- 1868
- 1869
- 1870

Cette page recense des événements qui se sont produits durant l'année 1866 en Bretagne.

## Société

### Naissance
- 8 octobre à Brest : Gaston Raoul Marie Grandclément (décédé à Paris le 3 novembre 1942), officier de marine français.

- 27 octobre à Brest : Paul Bellamy[1], mort le 29 mars 1930 à Cambo-les-Bains (Pyrénées-Atlantiques), avocat et homme politique français, maire radical de Nantes (1910-1928) et député de la Loire-Inférieure (1924-1928).